# پلی‌کورد

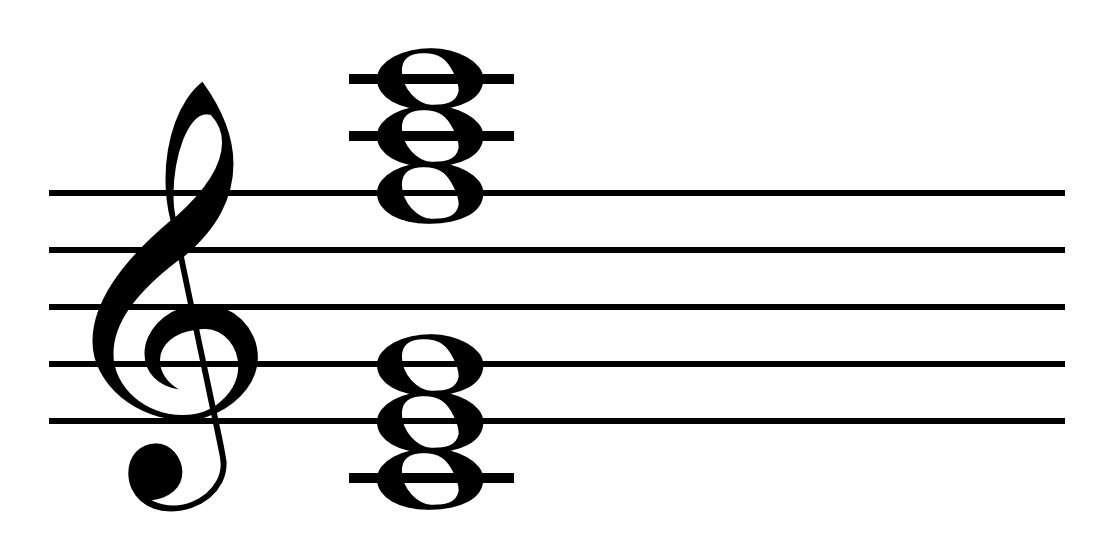
یک پلی‌کورد از اجرای همزمان آکورد فا ماژور در بالای آکورد دو ماژور

پلی‌کورد (انگلیسی: Polychord) یا بی‌کورد (انگلیسی: bichord) در موسیقی و تئوری موسیقی، متشکل از دو یا چند آکورد با درجات مختلف است که بر روی هم قرار می‌گیرند.
پلی‌کورد در اصطلاح، از پایین به بالا شناخته می‌گردد. به عنوان مثال اگر آکورد فا ماژور بر بالای آکورد دو ماژور قرار گیرد و به‌طور همزمان اجرا شوند، یک پلی‌کورد شناخته می‌شود و بدین صورت نوشته می‌شود: F
C
آکوردهای بلندتر از سه‌صدایی مانند آکورد سیزدهم می‌توانند به نوعی به عنوان پلی‌کورد مورد توجه قرار گیرند.
استفاده از پلی‌کورد را می‌توان در آثار آهنگسازانی چون ایگور استراوینسکی در «پرستش بهار» و اندرو لوید وبر در «شبح اپرا» مشاهده کرد.
|  |  |